# Vasile Alecsandri
Vasile Alecsandri (Bákó, 1821. július 21. – Mircești, Iași megye, 1890. augusztus 22.) román költő, néprajzkutató, dramaturg, politikus, miniszter, a román színjátszás és dráma megalkotója, Moldva és egyúttal Románia híres személyisége a 19. században. Részt vett az 1848-as forradalmi eseményekben, külföldi tisztelői szemében ő volt „a román Victor Hugo”, Mihai Eminescu a román költészet királyának nevezte.

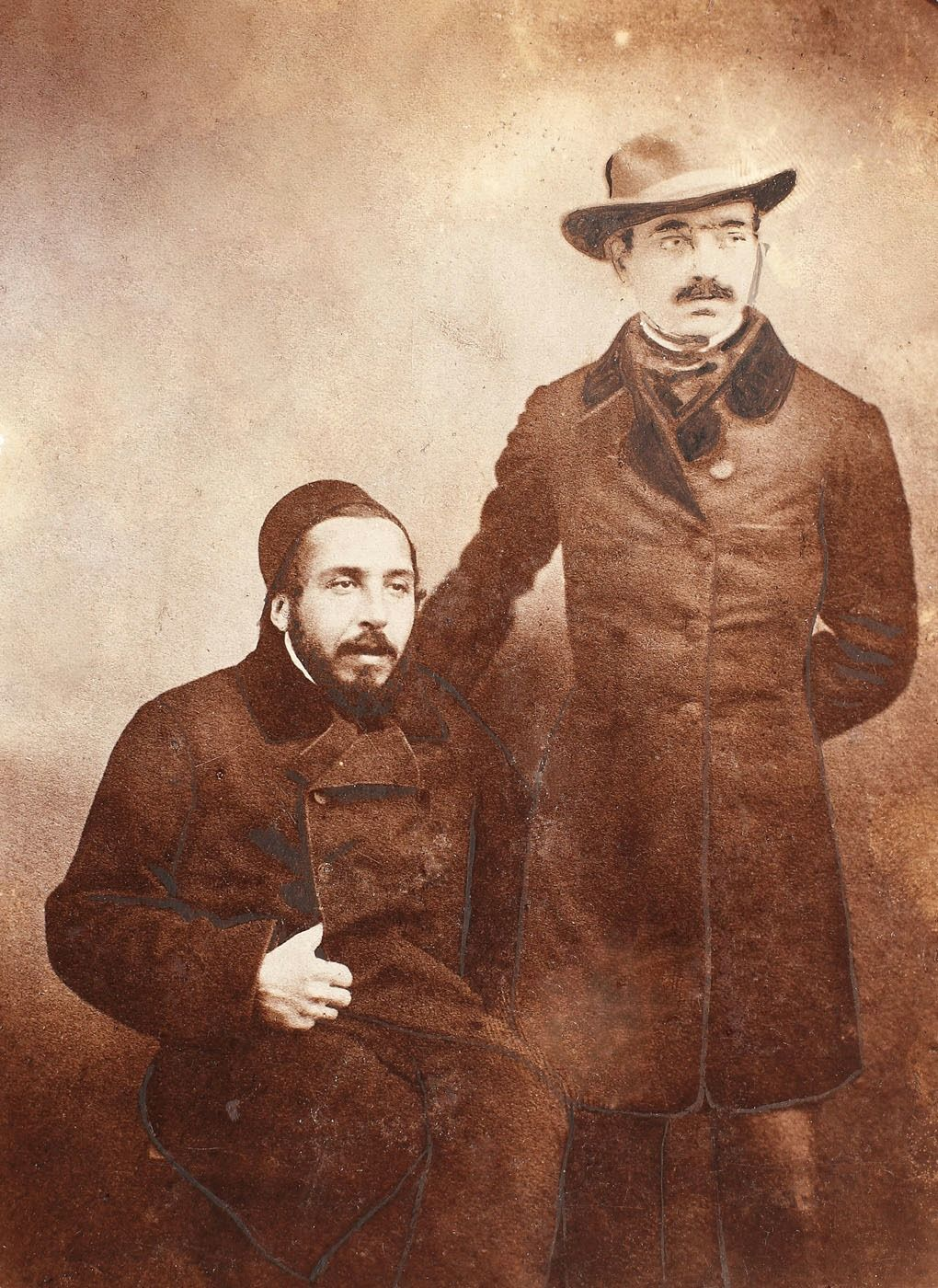
Ion Ghica (ülő) és Vasile Alecsandri Isztambulban (1855)

## Élete
1821. július 21-én, más források szerint 1819-ben vagy 1818-ban született Vasile Alecsandri asztalnok és Elena Cozoni gyermekeként. Születési helye bizonytalan, mivel akkor jött világra, amikor családja Alexandru Ipsilanti serege elől a hegyekbe menekült.
Gyermekéveit Jászvásáron, illetve Merszefalván töltötte, ahol apjának birtoka volt. Első tanára egy görög tanító, azután a máramarosi Gherman Vida volt.
1828-ban Jászvásárban megnyílt a francia Victor Cuenim nevelőintézete. Az apja beíratta ide, ahol együtt tanult többek közt Mihail Kogălniceanuval, valamint Matei Millóval, a későbbi híres színésszel, akivel szoros barátságot kötött. Hozzá írta később Chirița ciklus műveit és kupléi nagy részét. 1834-ben más fiatal moldvai bojárokkal, többek közt a későbbi uralkodó, Alexandru Ioan Cuza, és a festő, Negulici társaságában Párizsba küldték folytatni a tanulmányait, ahol 1835-ben le is érettségizett. 1838-ban jelentek meg első versei, francia nyelven.
1839-ben tért vissza Moldvába és tisztviselőként dolgozott 1846-ig. Több utat tett külföldön (Itáliában, Spanyolországban), valamint hazájában. 1840-ben a Jászvásári Nemzeti Színház igazgatóságának tagja lett, itt írta első színpadi művét Farmazonul din Hârlău címmel. Felfedezte a népi alkotások művészi értékét, első verseit románul ezekből merítve írta. Később ezeket a Doine ciklusba rendezte, s a Doine și lăcrămioare (Dojnák és gyöngyvirágok) kötetében jelentetett meg. 1848-as forradalmi tevékenysége miatt száműzték, majd csak 1850-ben térhetett haza. Még ez évben indította útjára első Chirița-művét Chirița în Iași címmel, melyet a Chirița în provincie(1852), Chirița în voiagiu (1864), Chirița în balon (1874) című művek követnek. 1855-ben folyóiratot indított România literară néven és ebben olyan hírességek működtek közre, mint Constantin Negruzzi, Mihail Kogălniceanu, Alecu Russo, Grigore Alexandrescu, Dimitrie Bolintineanu és Alexandru Odobescu.
1859-ben, miután Alexandru Ioan Cuza egyesítette Moldvát és Havasalföldet, az uralkodó őt nevezte ki külügyminiszterré: elküldte Franciaországba, Angliába, valamint Piemontba, hogy elismertesse a külfölddel az unió létrejöttét. Tagja lett az 1863-ban Jászvásárban megalakult Junimea irodalmi társaságnak, 1867-ben a Román Akadémia vette fel tagjai közé. 1878-1879 között írta Despot-Vodă című romantikus, történelmi drámáját, amellyel nagy sikert aratott.
Halála előtt egy évvel látogatást tettek nála Sully Prudhomme és Leconte de Lisle francia költők. 1890. augusztus 22-én távozott az élők sorából hosszú szenvedést követően. Mircești-ben helyezték örök nyugalomra. Ő az egyik legismertebb romantikus román költő hazájában Mihai Eminescu és George Coșbuc mellett.

## Kötetei
- Chirița în provincie (1852), vígjáték
- Chirița în voiagiu (1864), vígjáték
- Chirița în balon (1874), vígjáték
- Poezii populare. Balade (Cântice bătrânești), 1852, versek
- Poezii populare. Balade adunate și îndreptate de V. Alecsandri, partea a II-a, 1853, népköltemények gyűjteménye
- Doine și lăcrămioare, 1853, versek
- Opere complete, 1875, összes művei

## Magyarul
- Elbeszélések; ford. Veress Endre; Wodianer Ny., Bp., 1922 (Román-magyar könyvtár)
- Angelika néni; ford. Bitay Árpád; Providentia Ny., Cluj, 1925 (Erdélyi Magyar Lányok leány színháza)
- Emlék. Versek; ford., bev., jegyz. Bardócz Árpád; Erdélyi Szépmíves Céh, Kolozsvár, 1935 (Erdélyi Szépmíves Céh)
- Könnycseppek. Versek; ford., bev. Bardócz Árpád; La Fontaine Társaság, Bp., 1938
- A szorgos ősz. Versek; ford. Kiss Jenő; Ifjúsági, Bukarest, 1955
- Válogatott versek; ford., utószó Szemlér Ferenc; Állami Irodalmi és Művészeti Kiadó, Marosvásárhely, 1958
- Mezei hangverseny; Ifjúsági, Bukarest, 1959
- Világszép Ilonka és Árva Jancsi. Nemzeti tündérjáték; ford. Köllő Károly, Sz. Nagy Géza, Veress Zoltán, bev. Kakassy Endre; Ifjúsági, Bukarest, 1960 (Tanulók könyvtára)
- Versek; ford. Szemlér Ferenc et al., összeáll., bev. Kakassy Endre; Ifjúsági, Bukarest, 1961 (Tanulók könyvtára)
- Színművek; ford. Köllő Károly, Sz. Nagy Géza, Veress Zoltán, utószó Köllő Károly; Irodalmi, Bukarest, 1961
- Séta a hegyekbe. Válogatott prózai írások; ford., bev. Köllő Károly; Európa, Bp., 1965 (Román írók)
- Vasile Alecsandri legszebb versei; vál., ford., előszó, jegyz. Szemlér Ferenc; Albatrosz, Bukarest, 1975